# Gangra
Gangra (griechisch Γάγγρα), auch Germanikopolis (griechisch Γερμανικόπολις), war eine antike Stadt in Paphlagonien, heute Çankırı.
Unter Septimius Severus prägte die Stadt als Germanikopolis Münzen.
Als erster Bischof wird Hypatios von Gangra genannt, der am Konzil von Nikaia 325 teilgenommen haben soll, da er jedoch in den Konzilsdokumenten nicht erwähnt wird, dürfte er fiktiv sein. Zwischen ca. 340 und 376 fand in Gangra ein lokale Synode statt.